# St. Vincentius (Wershofen)

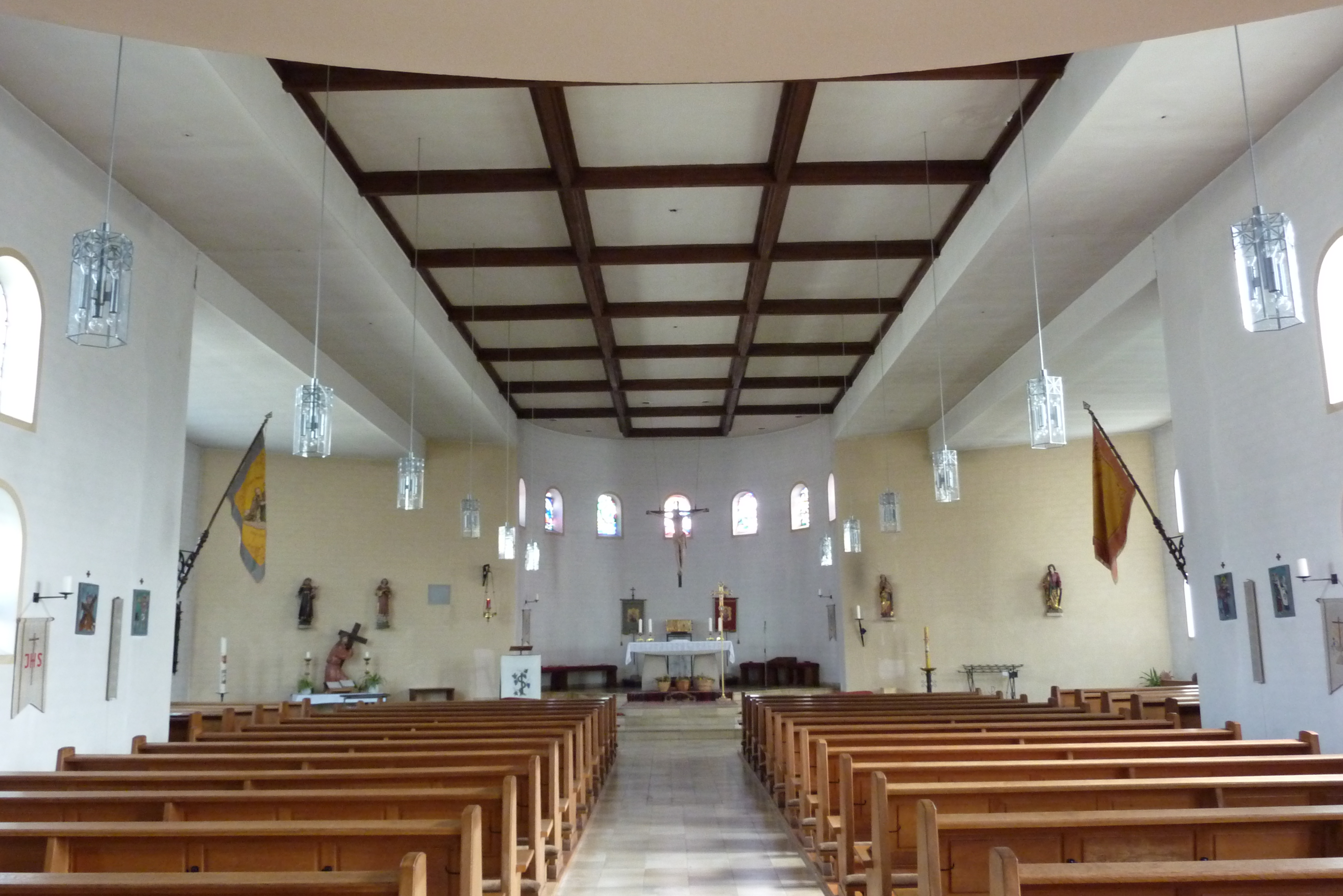
Innenansicht von St. Vincentius in Wershofen

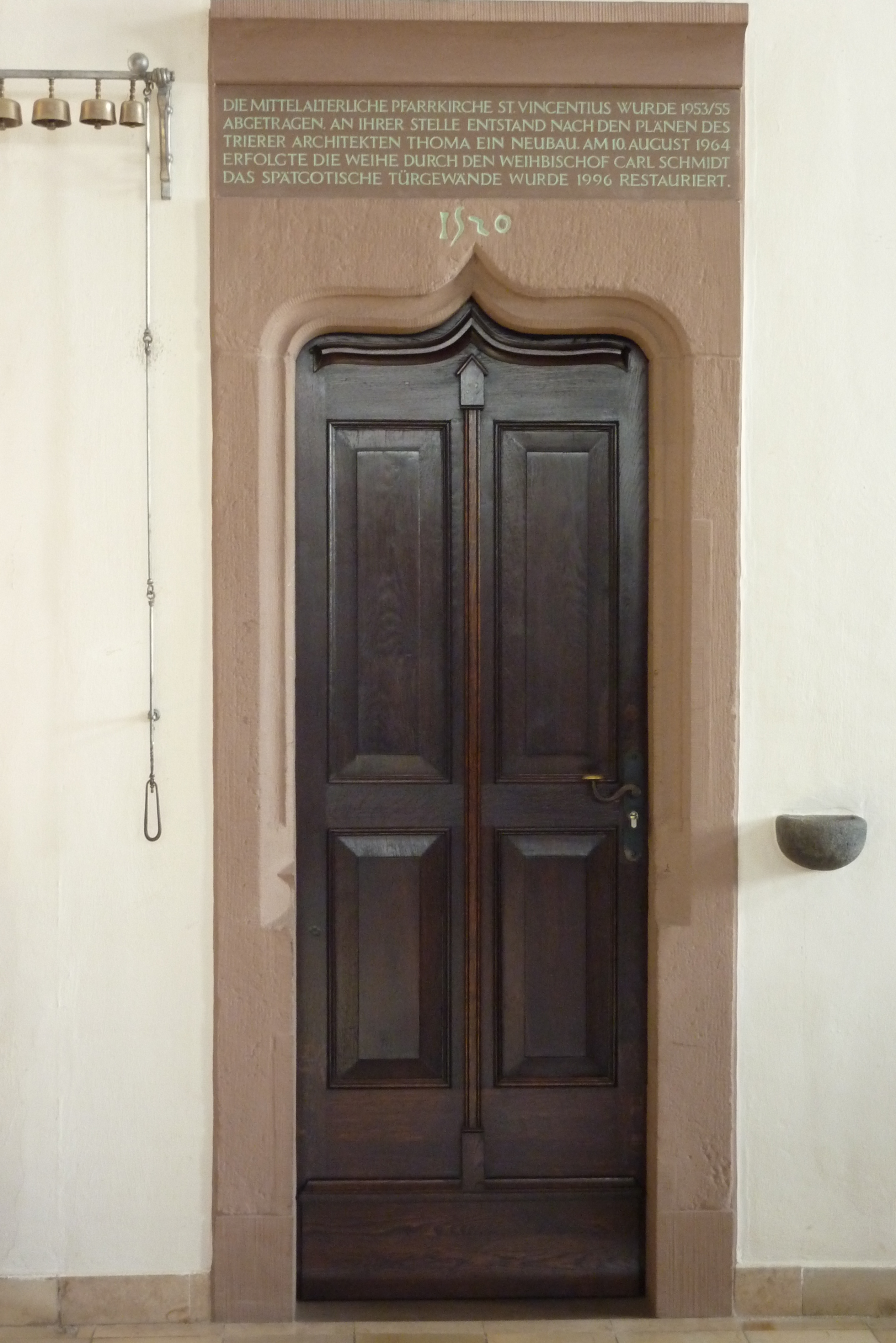
Wiederverwendetes Türgewände von 1520

Die katholische Pfarrkirche St. Vincentius in Wershofen, einer Ortsgemeinde im Landkreis Ahrweiler im Norden von Rheinland-Pfalz, wurde von 1953 bis 1955 errichtet. Die Kirche befindet sich an der Hauptstraße 65. Teile der Ausstattung sind als Kulturdenkmal geschützt.

## Geschichte
Die dem heiligen Vinzenz geweihte Kirche wurde nach dem Abriss der alten, aus dem Mittelalter stammenden Kirche, von 1953 bis 1955 an gleicher Stelle wie der Vorgängerbau errichtet. Das spätgotische Türgewände der abgebrochenen nördlichen Sakristei wurde für den Eingang zur neuen Sakristei wiederverwendet.

## Architektur
Im Westen steht der quadratische Glockenturm und daran angebaut ist eine halbkreisförmige Eingangshalle. Das sich anschließende Kirchenschiff hat nur eine geringe Deckenhöhe und der Bau schließt mit einer halbrunden Apsis im Osten ab. Die Rundbogenfenster sind teilweise in Gruppen zusammengefasst. Altar, Tabernakel, Kanzel, Beichtstuhl, Kirchenbänke und die Weihwasserbecken wurden vom Architekten der Kirche, Fritz Thoma aus Trier, entworfen.

## Ausstattung
Die wertvollsten Stücke der Kirchenausstattung sind der kreuztragende Christus, die Madonna mit Kind und die Skulptur des heiligen Vinzenz. Sie stammen aus der Werkstatt des Kölner Bildhauers Meister Tilmann und werden auf Ende des 15. Jahrhunderts datiert. Sie stehen auf der Liste der Kulturdenkmäler in Wershofen.

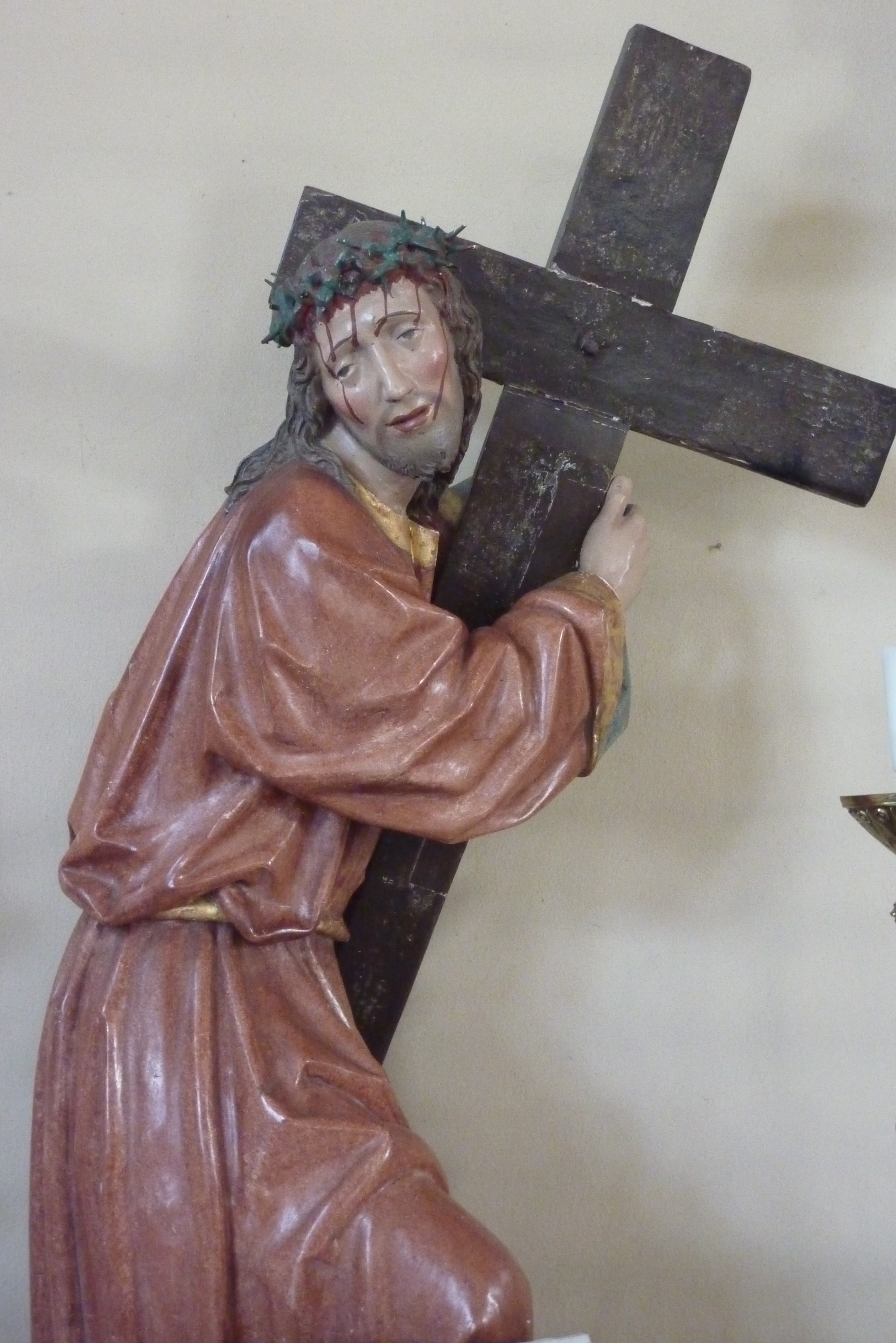
Kreuztragender Christus
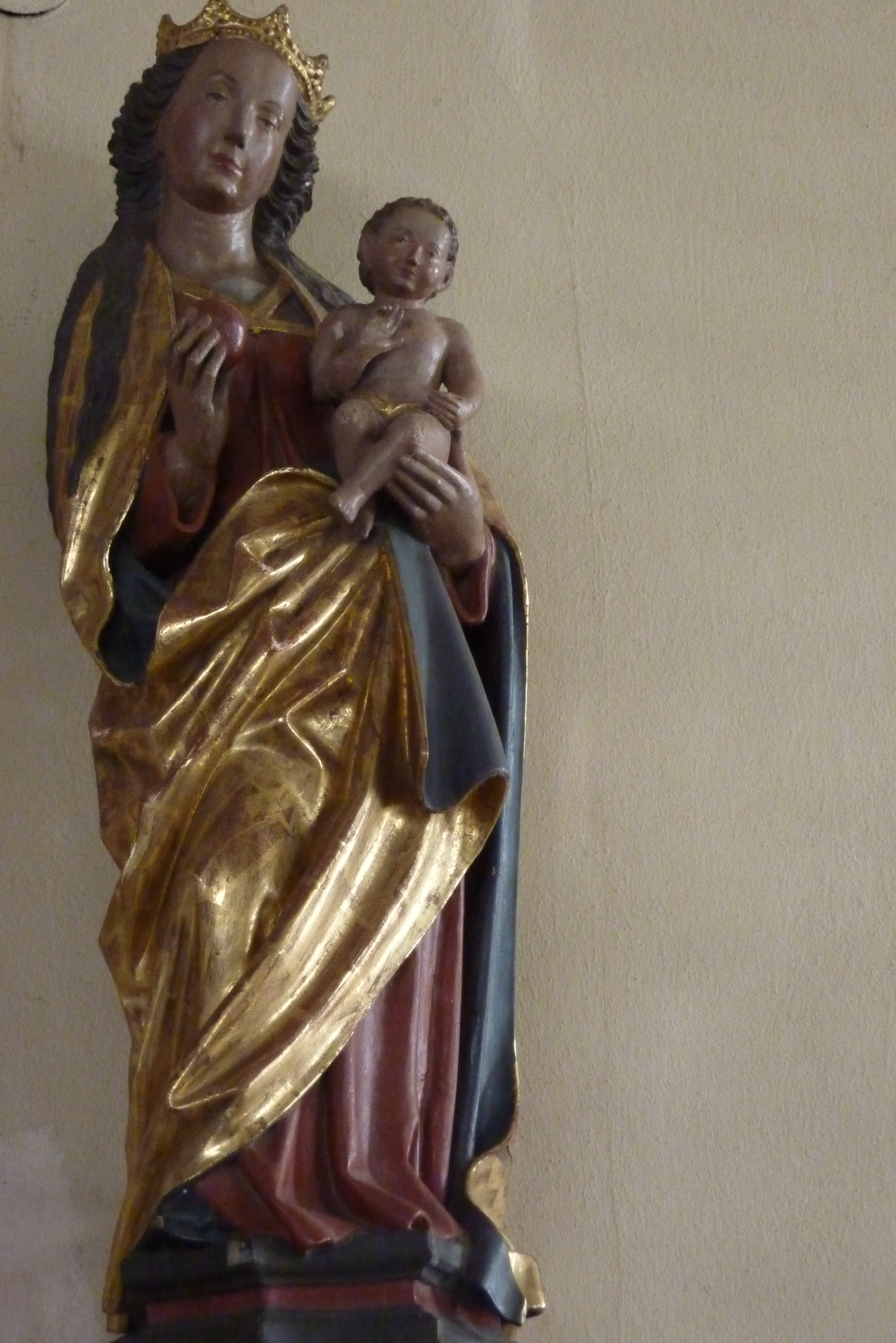
Madonna mit Kind
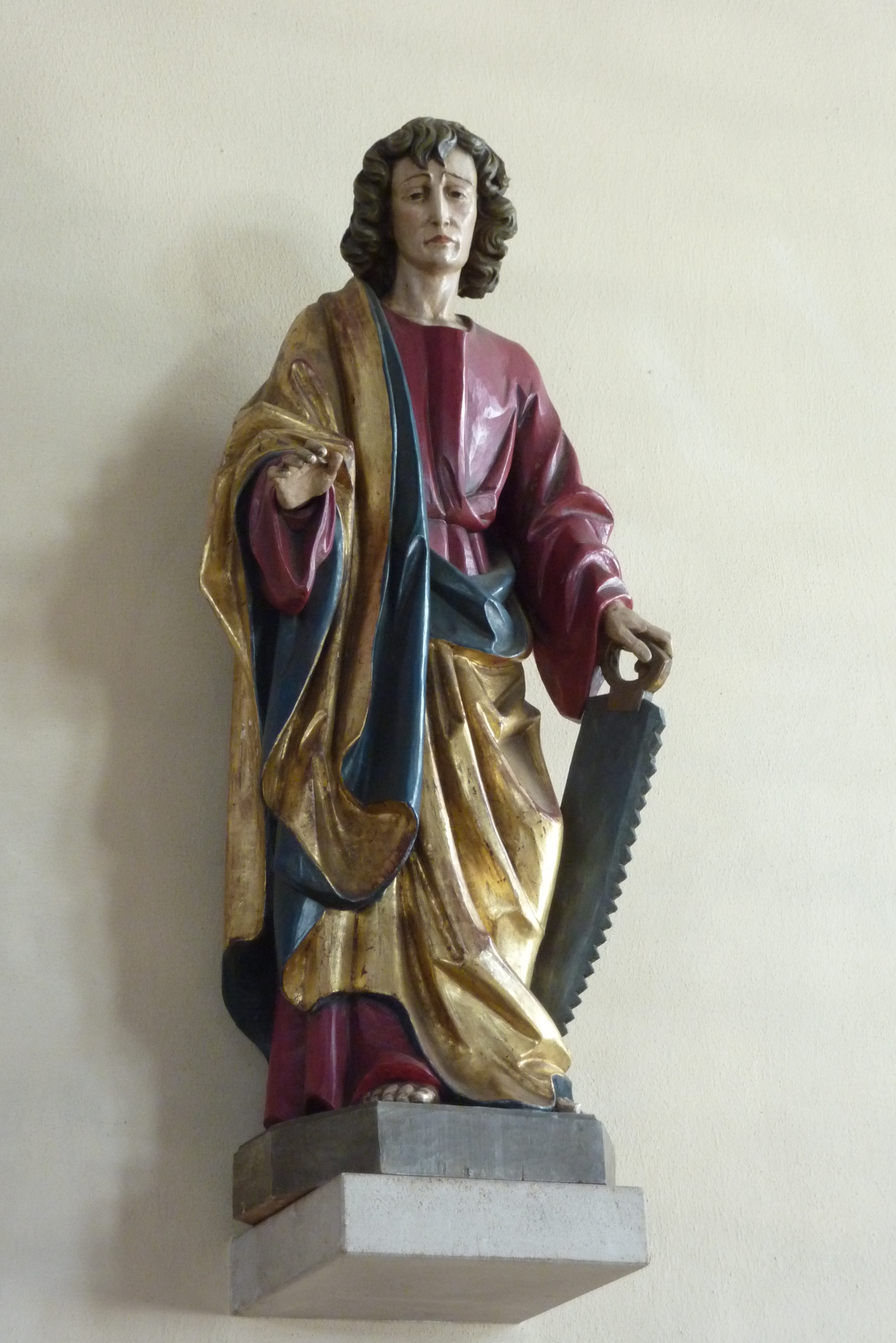
Heiliger Vinzenz

## Fenster
Die Bleiglasfenster wurden nach Kartons von Reinhard Heß in der Glasmalerei Kaschenbach in Trier gefertigt.